# Porphyrinia luteoalba
Porphyrinia luteoalba är en fjärilsart som beskrevs av Embrik Strand 1917. Porphyrinia luteoalba ingår i släktet Porphyrinia och familjen nattflyn. Inga underarter finns listade i Catalogue of Life.